# Zittauer Blumenuhr

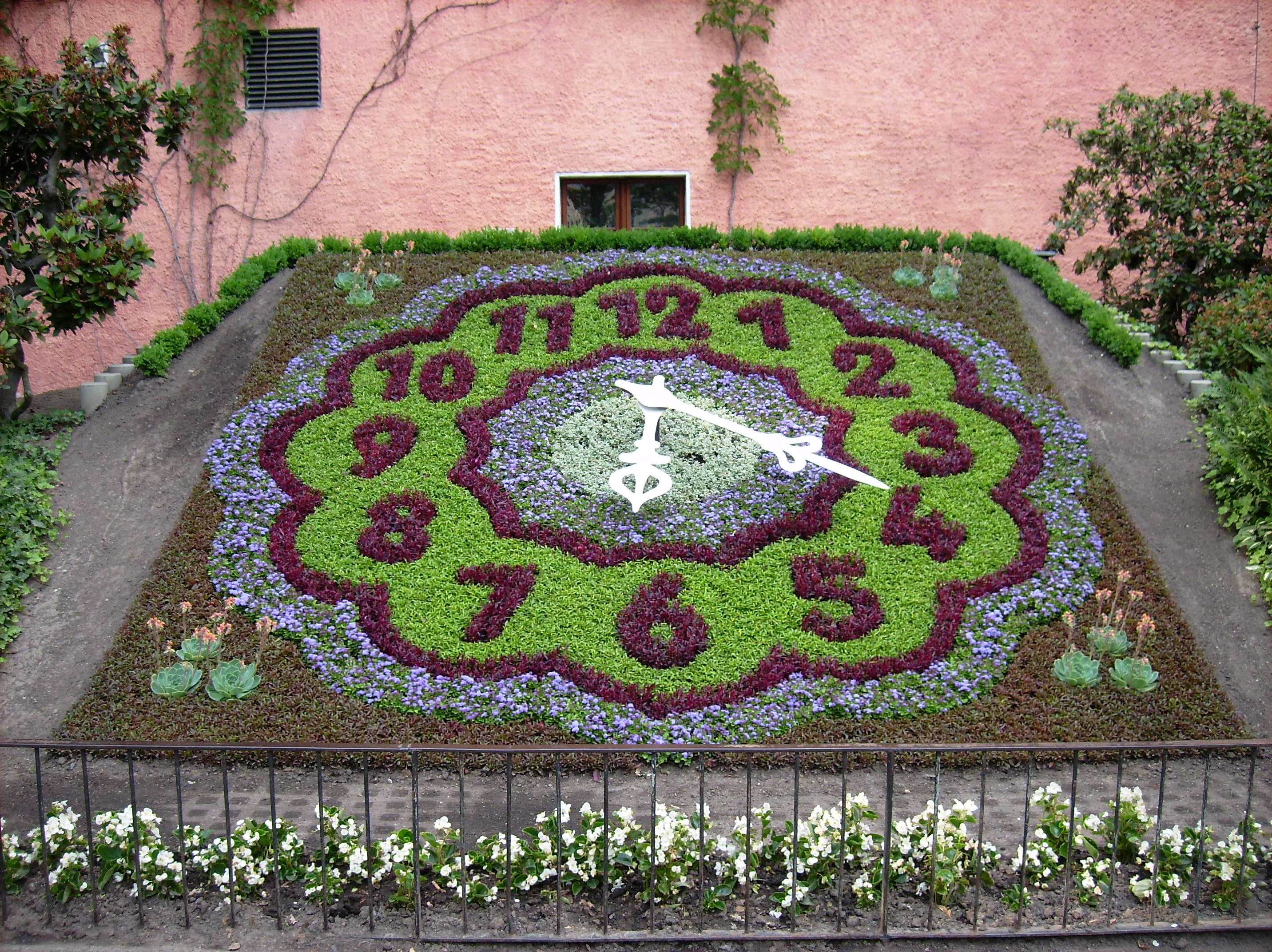
Die Blumenuhr an der Zittauer Fleischerbastei

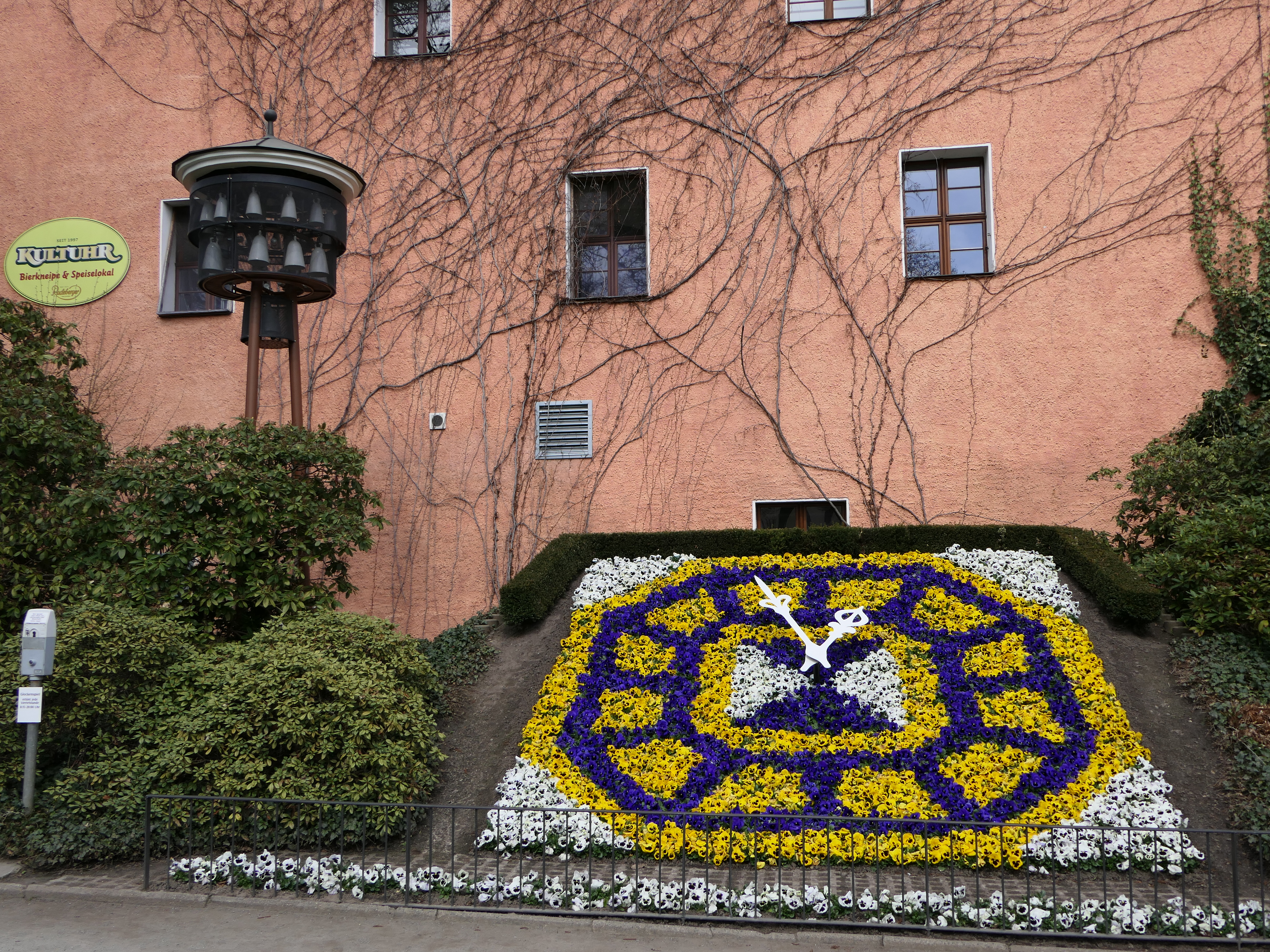
Zittauer Blumenuhr mit Porzellanglockenspiel 2018

In Zittau befindet sich seit 1907 eine Blumenuhr. Die Idee dafür entstand 1902 anlässlich der Industrie- und Gewerbeausstellung im Gelände der Weinau. Viele Zittauer wünschten sich ein solches „Wunderwerk“ für immer in der Stadt. Parkinspektor Johannes Grabowski und Ratsuhrmacher Otto Rödel waren die Schöpfer dieser Kuriosität. Das Zifferblatt besteht aus einem Blumenbeet, das dreimal jährlich neu bepflanzt wird. Das Uhrwerk stammt aus einer alten Turmuhr.
Im Januar 1965 rief die Stadt Zittau ihre Bürger auf, mit Ideen zur Verschönerung der Anlagen des „Grünen Ringes“ beizutragen. Horst Landrock schlug vor, der Blumenuhr ein Glockenspiel beizufügen. Durch umfangreiche Spenden und zahlreiche freiwillige Arbeitsstunden der Handwerker des Kreises Zittau war es möglich, diese Idee zu verwirklichen. Am 27. August 1966 konnte das aus 21 Meißner-Porzellan-Glocken bestehende technische Meisterwerk eingeweiht werden. Es spielt zur vollen und halben Stunde ein bekanntes Volkslied, z. B. „Im schönsten Wiesengrunde“, „Am Brunnen vor dem Tore“, „Sah ein Knab ein Röslein stehn“ und „Hopp, hopp, hopp“.
Seit 1993 wird das Zeigerwerk der Uhr von einer Funkuhr angesteuert.
Im Laufe der Jahre sind die wertvollen Porzellanglocken spröde geworden. 2003 wurde entschieden, die Glocken nur noch zu jeder vollen Stunde läuten zu lassen.
Zum 50-jährigen Bestehen des Glockenspiels erfolgte ein Spendenaufruf zur Restaurierung des Glockenspiels. Bei der anschließend durchgeführten Aufarbeitung wurde nicht nur die Ansteuerung der Glocken erneuert, sondern auch eine elektronische Steuerung eingebaut. Mit dieser können auch neue Melodien gespielt werden. Die Einweihung des aufgearbeiteten Glockenspiels erfolgte am 3. Juni 2017.